# Александер Кох
Александер Кох (нім. Alexander Koch; нар. 22 лютого 1969) — німецький фехтувальник на рапірах, олімпійський чемпіон 1992 року, триразовий чемпіон світу.

## Виступи на Олімпіадах
| Олімпіада      | Дисципліна           | Місце |
| -------------- | -------------------- | ----- |
| Барселона 1992 | командна рапіра      | 1     |
| Атланта 1996   | індивідуальна рапіра | 22    |
| Атланта 1996   | командна рапіра      | 6     |